# Louis Gobbaerts
Jean Louis Gobbaerts, né le 23 septembre 1835 à Anvers et mort le 28 avril 1886 à Saint-Gilles, est un pianiste et compositeur belge.

## Biographie
Il est le fils d'Anna Catherine Huybrechts et fut ensuite reconnu par Mathieu Dieudonné Gobbaerts. Sa sœur Virginie Gobbaerts était connue en tant que soprano. Louis Gobbaerts a épousé Nathalie De Buller.
Il a reçu sa formation musicale au Conservatoire de Bruxelles. À l'âge de quatorze ans, il a reçu un prix pour l'une de ses compositions, au concours de Louvain. Il a travaillé comme pianiste concertiste à Bruxelles, où il a également enseigné.
Populaire et couronné de succès à son époque, Gobbaerts a publié plus de 1200 compositions pour piano, sous le nom de Louis Gobbaerts ou sous plusieurs pseudonymes dont Louis Streabbog (anagramme de Gobbaerts), Maurice Lecocq, Ludovic et Lévy. La plupart sont des pièces de salon, souvent adaptées aux jeunes pianistes.
Son succès commercial ne semble pas lui avoir acquis l'estime du milieu musical, si l'on en juge par l'opinion de Fétis :

« Par malheur, il commença dès lors à donner des preuves d'une fécondité trop précoce et qui ne connut jamais de frein, et se mit à considérer la musique comme un métier beaucoup plus que comme un art. Producteur infatigable, cet artiste publie par centaines [...]. Il ne restera rien de tout cela, et avec de réelles facultés, M. Gobbaerts se condamne, alors qu'il pourrait faire mieux, au rôle de simple commerçant en musique, ce qui n'est pas absolument l'idéal de l'art qu'il exerce. »

— François-Joseph Fétis.
Selon sa nécrologie, 

« Gobbaerts avait un don particulier pour la simplification ; les partitions les plus compliquées devenaient sous sa main d'une facilité surprenante. C'est ce qui lui a permis de rendre de véritables services dans le domaine de l'enseignement élémentaire du piano. »

— .
Il a aussi écrit des mélodies avec piano, des chœurs et deux opérettes en un acte.